# 还原号

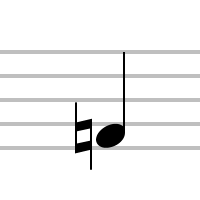
還原音、本位音

還原號，又稱還原記號、本位記號，是在乐谱中，放在音符前面的變音記號，被還原的音符稱為還原音或本位音。它表示將某一音符前的♯或♭取消（包括重升音符和重降音符），還原成該音符原本的音高。
若要將某原為升音的音符改成重升音，則只需直接加上重升號；但把重升音改作升音，則應先加上還原號再加升號。重降音改作降音、升降音互轉同理。

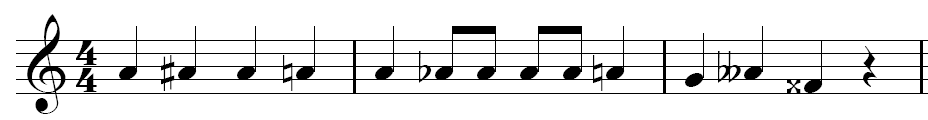
還原號之應用

## 電腦編碼
在Unicode編碼中，還原號「♮」編碼為U+266E，HTML的輸入為&#9838;。